# Settimana Ciclistica Lombarda 1999
La Settimana Ciclistica Lombarda 1999, ventinovesima edizione della corsa, si svolse dal 15 al 19 aprile su un percorso di 850 km ripartiti in 6 tappe, con partenza a Telgate e arrivo a Sarnico. Fu vinta dal lituano Raimondas Rumšas della Mroz davanti all'italiano Nicola Miceli e all'italiano Enrico Zaina.

## Tappe
| Tappa  | Data      | Percorso                             | km    | Vincitore di tappa | Leader cl. generale |
| ------ | --------- | ------------------------------------ | ----- | ------------------ | ------------------- |
| 1ª     | 15 aprile | Telgate > Telgate                    | 181,8 | Ivan Quaranta      | Ivan Quaranta       |
| 2ª     | 16 aprile | Zogno > Zogno                        | 171,3 | Andrei Teteriouk   | Andrei Teteriouk    |
| 3ª     | 17 aprile | Roncadelle > Roncadelle              | 191,4 | Enrico Zaina       | Enrico Zaina        |
| 4ª     | 18 aprile | Casatenovo > Bergamo                 | 119   | Ján Svorada        | Enrico Zaina        |
| 5ª     | 18 aprile | Nembro > Selvino (cron. individuale) | 11,3  | Raimondas Rumšas   | Raimondas Rumšas    |
| 6ª     | 19 aprile | Orio al Serio > Sarnico              | 174,7 | Nicola Minali      | Raimondas Rumšas    |
| Totale | Totale    | Totale                               | 850   |                    |                     |

## Dettagli delle tappe

### 1ª tappa
- 15 aprile: Telgate > Telgate – 181,8 km

| Pos. | Corridore     | Squadra    | Tempo    |
| ---- | ------------- | ---------- | -------- |
| 1    | Ivan Quaranta | Mobilvetta | 4h26'27" |
| 2    | Ján Svorada   | Lampre     | s.t.     |
| 3    | Luca Cei      | Navigare   | s.t.     |

| Pos. | Corridore     | Squadra    | Tempo    |
| ---- | ------------- | ---------- | -------- |
| 1    | Ivan Quaranta | Mobilvetta | 4h26'27" |
| 2    | Ján Svorada   | Lampre     | a 4"     |
| 3    | Luca Cei      | Navigare   | a 6"     |

### 2ª tappa
- 16 aprile: Zogno > Zogno – 171,3 km

| Pos. | Corridore        | Squadra       | Tempo    |
| ---- | ---------------- | ------------- | -------- |
| 1    | Andrei Teteriouk | Liquigas-Pata | 4h21'14" |
| 2    | Mirko Celestino  | Polti         | s.t.     |
| 3    | Andrea Ferrigato | Ballan        | s.t.     |

| Pos. | Corridore        | Squadra       | Tempo    |
| ---- | ---------------- | ------------- | -------- |
| 1    | Andrei Teteriouk | Liquigas-Pata | 8h47'31" |
| 2    | Mirko Celestino  | Polti         | a 4"     |
| 3    | Andrea Ferrigato | Ballan        | a 6"     |

### 3ª tappa
- 17 aprile: Roncadelle > Roncadelle – 191,4 km

| Pos. | Corridore        | Squadra       | Tempo    |
| ---- | ---------------- | ------------- | -------- |
| 1    | Enrico Zaina     | Mercatone Uno | 4h51'30" |
| 2    | Raimondas Rumšas | Mroz          | a 6"     |
| 3    | Nicola Miceli    | Liquigas-Pata | s.t.     |

| Pos. | Corridore        | Squadra       | Tempo     |
| ---- | ---------------- | ------------- | --------- |
| 1    | Enrico Zaina     | Mercatone Uno | 13h39'01" |
| 2    | Raimondas Rumšas | Mroz          | a 10"     |
| 3    | Nicola Miceli    | Liquigas-Pata | a 15"     |

### 4ª tappa
- 18 aprile: Casatenovo > Bergamo – 119 km

| Pos. | Corridore         | Squadra       | Tempo    |
| ---- | ----------------- | ------------- | -------- |
| 1    | Ján Svorada       | Lampre        | 2h47'00" |
| 2    | Daniele Contrini  | Liquigas-Pata | s.t.     |
| 3    | Silvio Martinello | Polti         | s.t.     |

| Pos. | Corridore        | Squadra       | Tempo |
| ---- | ---------------- | ------------- | ----- |
| 1    | Enrico Zaina     | Mercatone Uno |       |
| 2    | Raimondas Rumšas | Mroz          | a 10" |
| 3    | Nicola Miceli    | Liquigas-Pata | a 15" |

### 5ª tappa
- 18 aprile: Nembro > Selvino (cron. individuale) – 11,3 km

| Pos. | Corridore        | Squadra       | Tempo  |
| ---- | ---------------- | ------------- | ------ |
| 1    | Raimondas Rumšas | Mroz          | 24'13" |
| 2    | Nicola Miceli    | Liquigas-Pata | a 51"  |
| 3    | Andrei Teteriouk | Liquigas-Pata | a 59"  |

| Pos. | Corridore        | Squadra       | Tempo     |
| ---- | ---------------- | ------------- | --------- |
| 1    | Raimondas Rumšas | Mroz          | 16h50'24" |
| 2    | Nicola Miceli    | Liquigas-Pata | a 56"     |
| 3    | Enrico Zaina     | Mercatone Uno | a 1'02"   |

### 6ª tappa
- 19 aprile: Orio al Serio > Sarnico – 174,7 km

| Pos. | Corridore     | Squadra       | Tempo    |
| ---- | ------------- | ------------- | -------- |
| 1    | Nicola Minali | Cantina Tollo | 3h56'05" |
| 2    | Ján Svorada   | Lampre        | s.t.     |
| 3    | Ivan Quaranta | Mobilvetta    | s.t.     |

| Pos. | Corridore        | Squadra       | Tempo     |
| ---- | ---------------- | ------------- | --------- |
| 1    | Raimondas Rumšas | Mroz          | 20h46'29" |
| 2    | Nicola Miceli    | Liquigas-Pata | a 56"     |
| 3    | Enrico Zaina     | Mercatone Uno | a 1'02"   |

## Classifiche finali

### Classifica generale
| Pos. | Corridore        | Squadra               | Tempo     |
| ---- | ---------------- | --------------------- | --------- |
| 1    | Raimondas Rumšas | Mroz                  | 20h46'29" |
| 2    | Nicola Miceli    | Liquigas-Pata         | a 56"     |
| 3    | Enrico Zaina     | Mercatone Uno-Bianchi | a 1'02"   |
| 4    | Andrei Teteriouk | Liquigas-Pata         | a 1'37"   |
| 5    | Niklas Axelsson  | Navigare-Gaerne       | a 2'31"   |
| 6    | Piotr Wadecki    | Mroz                  | a 3'07"   |
| 7    | Mirko Celestino  | Team Polti            | a 3'34"   |
| 8    | Andrea Ferrigato | Ballan-Alessio        | a 4'08"   |
| 9    | Gilberto Simoni  | Ballan-Alessio        | a 4'10"   |
| 10   | Volodymyr Hustov |                       | a 4'30"   |